# Tejido conectivo laxo
El tejido conectivo laxo es un tipo de tejido muy abundante en el organismo, cuyo origen proviene del mesénquima. Las células del mesodermo son pluripotenciales, dando lugar a otros tipos celulares, como son el tejido conjuntivo, tejido cartilaginoso, tejido óseo y tejido cordal. Contienen un alto porcentaje de fibras (predomina la fibra de colágeno), algunos fibroblastos, macrófagos y sustancia fundamental de la matriz extracelular.

## Clasificación
Las fibras de tejido laxo conectivo se encuentran entrelazadas en el espacio intracelular. Existen tres tipos de tejido laxo:
- Tejido conectivo areolar: Es de los de más amplia distribución. Contiene tipos celulares como fibroblastos, macrófagos, células plasmáticas, mastocitos y glóbulos blancos. Se compone de fibras de colágena, elásticas y reticulares. Las sustancias principales que contiene son ácido hialurónico, condroitina sulfato. Este tipo de tejido forma parte del tejido subcutáneo.
- Tejido adiposo: Se compone de un tipo celular llamado adipocira que almacenan triglicéridos. Se encuentra asociado al tejido areolar. Actúa como aislante para evitar la pérdida de calor. Es la principal fuente de energía y brinda soporte y protección a diversos órganos.
- Tejido conectivo reticular: Es un conjunto de células y  fibras reticulares que constituyen.

## Localización
El tejido conectivo laxo está muy vascularizado. Este se encuentra localizado debajo de los epitelios, en la mucosa y submucosa de la pared del tubo digestivo, del sistema urinario, del respiratorio y en las arterias.

## Función
El tejido conectivo laxo actúa como un soporte y alineador celular. Forma la dermis de la piel, rellena y rodea numerosos órganos, además de nutrirlos. También poseen una función defensiva.